# 塔姆拉

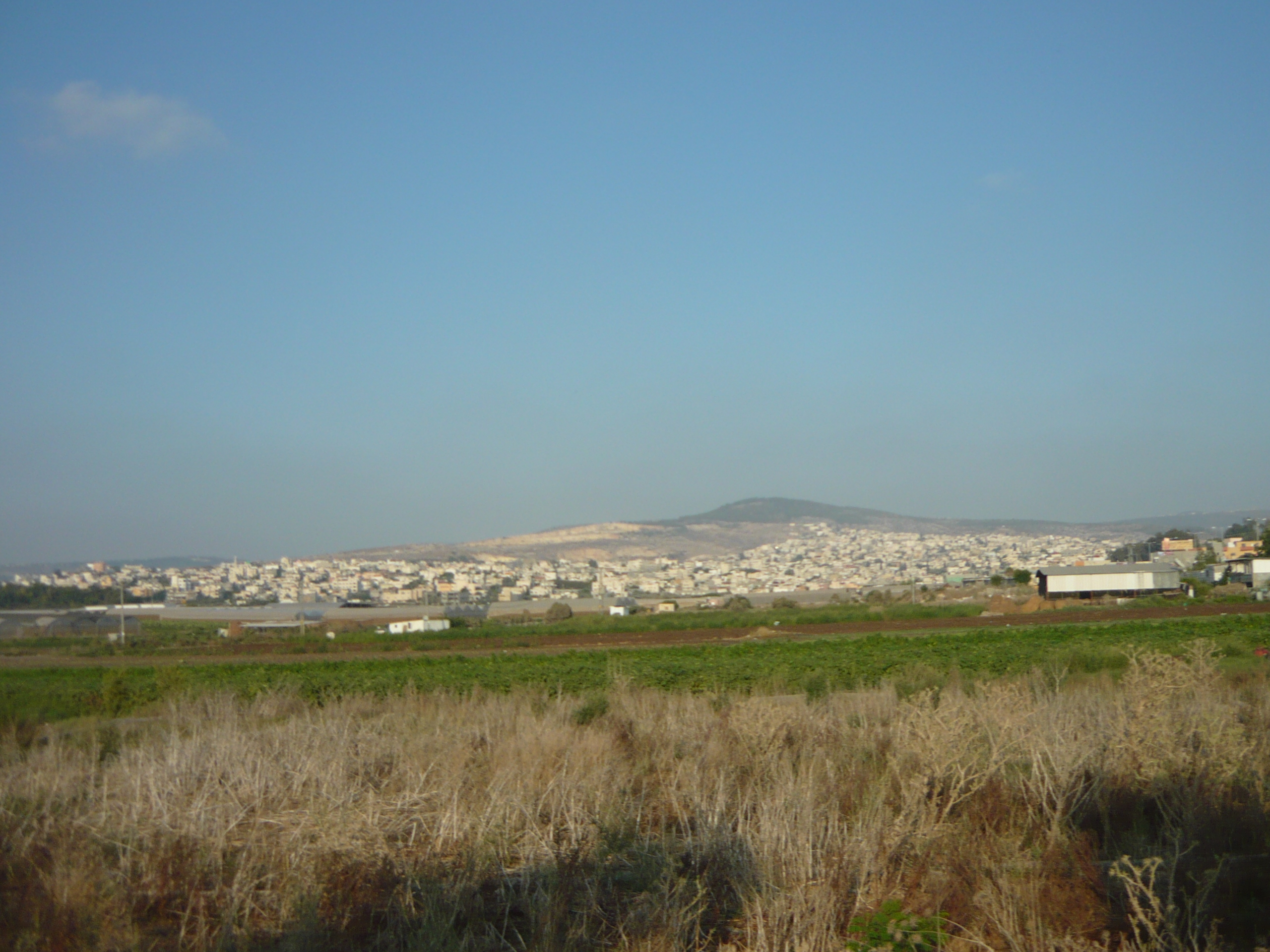

塔姆拉是以色列的城市，位於該國北部，距離阿卡約20公里，由北部區負責管轄，面積29.26平方公里，2007年人口27,300，居民主要信奉伊斯蘭教。

## 外部連結
- Municipality of Tamra (Israel) （页面存档备份，存于） Flags of the World
- The Condition of the Palestinian Minority Exposed By New Book （页面存档备份，存于） Reilly Vinall
- Susan Nathan: An Israeli Jew in a Muslim town
- Welcome To Tamra （页面存档备份，存于）